# Svarttofsad tangara
Svarttofsad tangara (Lophospingus pusillus) är en fågel i familjen tangaror inom ordningen tättingar. Den förekommer i Sydamerika i torra slättlandsområdet Gran Chaco. Beståndet anses vara livskraftigt. 

## Utseende
Svarttofsad tangara är en 14 cm lång fågel med gulskär näbb och tydligt spetsig svart huvudtofs. Hanen har svart på huvud och strupe med ett brett vitt ögonbrynsstreck. Även kinden är vit. Ovansidan, vingarna och stjärten är grå, förutom vita spetsar på vingtäckarna och stora vita hörn på stjärten. Undersidan är mestadels ljusgrå. Honan är något mer färglös med inte lika tydlig ansiktsteckning och bruntonade vingar och rygg.

## Utbredning och systematik
Fågeln förekommer i Gran Chaco från sydöstra Bolivia till västra Paraguay och norra Argentina. Den är införd till Uruguay. Den behandlas som monotypisk, det vill säga att den inte delas in i några underarter.

### Familjetillhörighet
Liksom andra finkliknande tangaror placerades denna art tidigare i familjen Emberizidae. Genetiska studier visar dock att den är en del av tangarorna.

## Levnadssätt
Svarttofsad tangara hittas i öppet skogslandskap och buskmarker i Gran Chaco, upp till 1000 meters höjd. Den ses i par eller smågrupper, födosökande på marken eller i undervegetationen på jakt efter frön och små ryggradslösa djur. Hanen bygger det skålformade boet av lavar, växtfibrer och spindelväv, fodrat med djurhår och smårötter.¨

## Status
Arten har ett rätt stort utbredningsområde och beståndet anses stabilt. Internationella naturvårdsunionen IUCN listar den därför som livskraftig (LC). Beståndet har inte uppskattats, men den beskrivs som "ganska vanlig".